# SPINK13
SPINK13 (англ. Serine peptidase inhibitor, Kazal type 13 (putative)) – білок, який кодується однойменним геном, розташованим у людей на 5-й хромосомі. Довжина поліпептидного ланцюга білка становить 94 амінокислот, а молекулярна маса — 11 051.
| 10         |  | 20         |  | 30         |  | 40         |  | 50         |
| ---------- |  | ---------- |  | ---------- |  | ---------- |  | ---------- |
| MAAFPHKIIF |  | FLVCSTLTHV |  | AFSGIFNKRD |  | FTRWPKPRCK |  | MYIPLDPDYN |
| ADCPNVTAPV |  | CASNGHTFQN |  | ECFFCVEQRE |  | FHYRIKFEKY |  | GKCD       |

A: Аланін

C: Цистеїн

D: Аспарагінова кислота

E: Глутамінова кислота

F: Фенілаланін

G: Гліцин

H: Гістидин

I: Ізолейцин

K: Лізин

L: Лейцин

M: Метіонін

N: Аспарагін

P: Пролін

Q: Глутамін

R: Аргінін

S: Серин

T: Треонін

V: Валін

W: Триптофан

Кодований геном білок за функціями належить до інгібіторів протеаз, інгібіторів серинових протеаз. 
Задіяний у такому біологічному процесі, як альтернативний сплайсинг. 
Секретований назовні.